# Granville (Vermont)
Granville es un pueblo ubicado en el condado de Addison en el estado estadounidense de Vermont. En el año 2010 tenía una población de 298 habitantes y una densidad poblacional de 2,2 personas por km².

## Geografía
Granville se encuentra ubicado en las coordenadas 43°59′54″N 72°49′34″O / 43.99833, -72.82611.

## Demografía
Según la Oficina del Censo en 2000 los ingresos medios por hogar en la localidad eran de $32,679 y los ingresos medios por familia eran $31,750. Los hombres tenían unos ingresos medios de $25,227 frente a los $25,179 para las mujeres. La renta per cápita para la localidad era de $14,453. Alrededor del 11.5% de la población estaban por debajo del umbral de pobreza.